# 神経衰弱 (トランプゲーム)

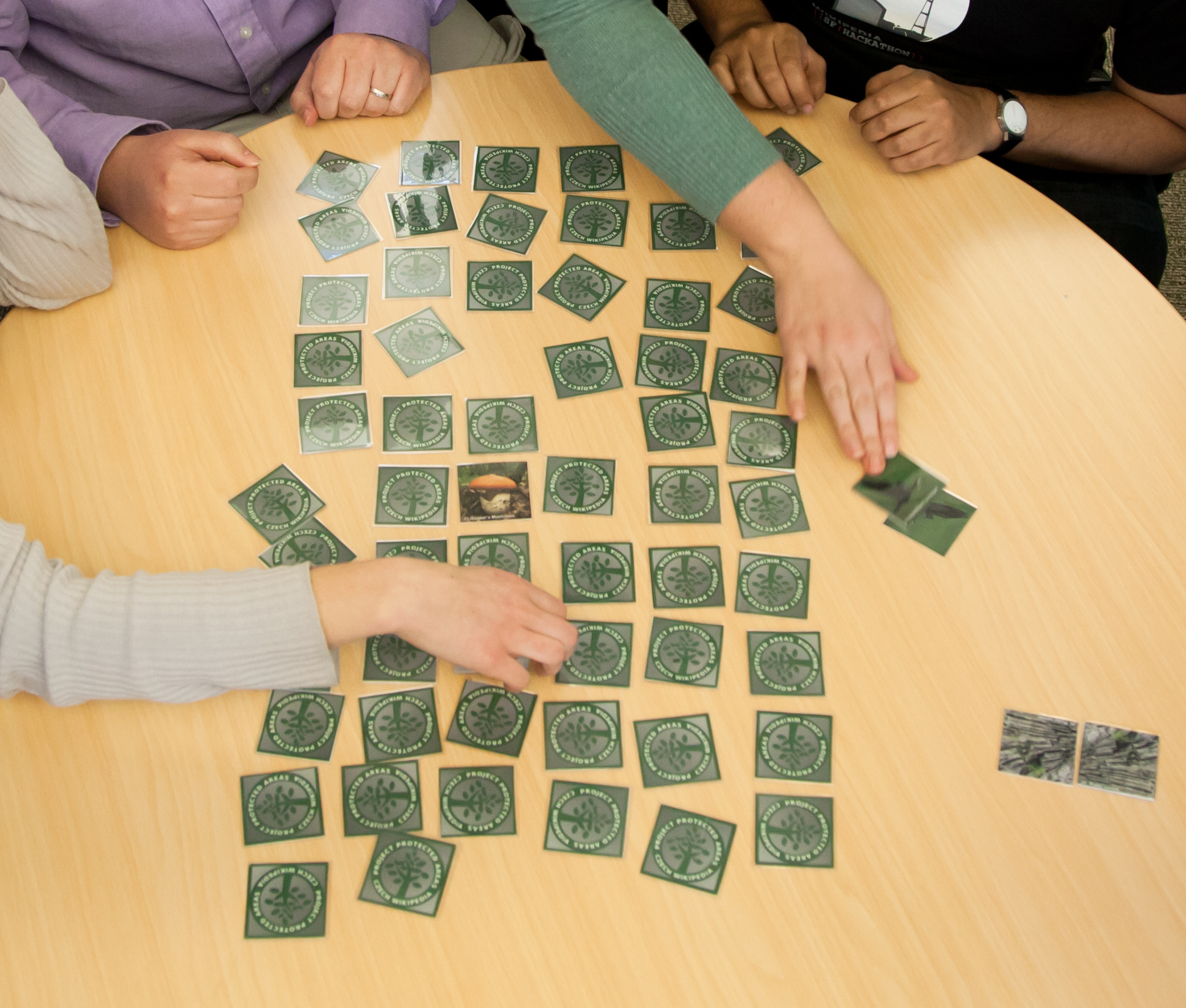
プレイの様子。同じ絵柄を引けば取ることができる。

神経衰弱（しんけいすいじゃく、concentration、Memory）は、トランプで行うゲームのひとつ。語呂の都合から「真剣衰弱（しんけんすいじゃく）」と表記・呼称されることがあるが、誤字・誤称である。トランプ以外では麻雀牌で行う事もある。また、コンセントレイション（米国など）、ペア・ゲーム（フランス）など専用のカードを用いたカードゲームとして楽しまれている国もある。

## 遊び方
ジョーカーを除く1組52枚のカードを使い（麻雀牌なら136個）、伏せた状態でよく混ぜ、重ならないように全部テーブルや床に広げる。まず、ジャンケンをし、負けた人（場合によっては勝った人）からスタートする。
プレイヤーは好きな2枚をその場で表に向ける。２枚が同じ数字であればそれらを得ることができ、もう一度プレイできる。２枚が異なる数の場合、カードを元通りに伏せて次のプレイヤーの順番となる。全てのカードが取られるまで行い、取ったカードの枚数が多いプレイヤーの勝ちとなる。
バリエーションとして、以下のようなルールでも遊ぶことができる。
- ２枚めくり、数字と色が合ったら取れる
- ３枚めくり、そのうち２枚合ったら取れる
- ３枚めくり、３枚とも合ったら取れる（最後はカードが残る）
- 同じ数ではなく、１つ違いの数なら取れる（最後にカードが残る場合がある）
- 途中で席替えをする（または、カードをシャッフルする）
- ジョーカーも加え、ジョーカーを取ると通常の２倍の得点になる
- ４枚全て一度に合わないと取れない４枚神経衰弱もある

## 神経衰弱に関連したテレビ番組
内容がよく知られており、様々なテレビ番組で使用される事がある。
- グリコ赤白パネルマッチ（フジテレビ系列）

2組の家族が、30枚のパネルの裏側に隠された賞品を合わせて賞品を獲得する。パネルの中には、1枚だとオールマイティとなり、2枚合わせるとヨーロッパ旅行が獲得出来る「グリコ」パネルや、出すと獲得賞品が全品没収される「ズッコケカメ」パネルなどがある。また全部めくった後に出来た判じ絵を解くと、更に豪華賞品が獲得出来る。
- 新婚さんいらっしゃい!（朝日放送・TBS→テレビ朝日系列）

番組後半、出場した2組の新婚夫婦が行う「ペアマッチ」があった。夫→夫→妻→妻の順で神経衰弱を行い、出た賞品を獲得する。後期になると、地球儀の中の賞品写真と同じ賞品（大抵はたわし）を持っていると、ハワイ旅行が獲得できた。1971年1月31日の開始以来、中断を置きながらも2008年5月25日放送分まで続いた。現在は「LOVEキャッチ」（2代目）となっている。
- 時間だヨ!アイドル登場（日本テレビ系列）

番組後期のオープニングで、「アイドルパネルゲーム」があった（参加者は一般個人）。10ペア20枚での神経衰弱をするルールだが、セット上段には「1」から「16」までの数字の書いたパネルが16枚（4×4）、下段には「ア」「イ」「ド」「ル」と書いたパネルが4枚（裏はブース状になっており、中に出演者が合う絵柄と同じ物を持って入っている）という構成になっており、上段のみのペアが6ペア12枚、上下段でのペアが4ペア8枚となっている。1分間の制限時間内に行い、ペアの多い方が勝ち。賞品を貰える。
- 君こそスターだ!（フジテレビ系列）

おりも政夫司会時代後期（番組末期）、審査中の中盤コーナーで行われた。ルールは一般的な物で、めくったパネルの裏に書かれた賞品を獲得するルールだが、16枚のパネルは道路標識の様にステージに立っており、パネルはコールしてめくるのではなく、自分でめくらなければならない。記憶力の他に、体力も必要となる。
- アメリカ横断ウルトラクイズ（日本テレビ系列）

第6回（1982年）から第10回（1986年）まで、早押しクイズに一定数正解後、ゲストとして登場した双子または三つ子を1～2組揃えれば勝ち抜けとなる『双子神経衰弱クイズ』が行われた。
- 関口宏の東京フレンドパークII（TBS系列）

「ナンバーガールスージー」というアトラクションの最後で、「FINAL25」というのがあった。まず3つのステージのクイズ（積み木数え、魚釣りなど）をそれぞれ行い、クリアするごとに30秒（前は40秒）獲得。そして「FINAL25」では、クイズで獲得した制限時間内に、25枚のパネルを使った神経衰弱を行う。パネルは25枚（5×5）あり、マークが4ペア8枚、どのマークとも合わない「スカ」が12枚、出すと既に開いたパネルを元に戻してしまう「爆弾」が5枚ある。制限時間内に4ペアのマークを全て出せばクリア。なお現在は廃止されている。
- ゴリゴリくりぃむ（テレビ朝日系列）

罰ゲームを賭けて芸人が行う「神経遂罰」があった。スタジオに並べられた裏に罰ゲーム内容の書かれた20枚のカード（縦4枚×横5枚）を揃えていき、揃えられれば罰ゲームを回避できるが揃わなければ1枚目に引いたカードに書かれた罰ゲームを遂行しなければならない。
- あっちこっちマッチ(朝日放送)
- クイズ&ゲーム太郎と花子(フジテレビ系列)
- 平岸我楽多団（北海道テレビ放送）

2016年1月22日 - 2月5日に「広い北海道を10倍楽しもう!ワクワクドキドキ!2泊3日の神経衰弱」企画を実施。北海道内各地にランダムにばら撒かれた全21枚のカードを用いてカードのある場所の現地へ実際に出演者自身のドライブで赴いて神経衰弱をし､資金を増やしながら北海道中を回るドライブ企画｡ワンペア成立で2万円の賞金が与えられた。同年4月29日 - 5月20日にはリニューアル版として「北海道神経衰弱」が行われ、89ペア178枚と引くと一発負けになるジョーカーを北海道内の全179市町村に1枚ずつ割り当てて、2泊3日の間に選んだカードの割り当てられた市町村へとドライブし続け優勝者には賞金3万円、最下位には神経衰弱企画の永久降板というルールとなった。
- オードリーさん、ぜひ会ってほしい人がいるんです。(中京テレビ放送)

2025年5月26日放送回で「神経衰弱で一度も負けたことがない」というクチコミでこの番組に参加した視聴者と、MCのオードリーで神経衰弱を行った。視聴者は1人なのに対し、オードリーは2人でチームとして挑んだ。使うカードはジョーカー2枚を含めた54枚で、過半数にあたる14ペア28枚を先に揃えたほうが勝利となるルール。同年8月4日放送回では、2018年から2022年までこの番組の2代目アシスタントを務めた磯貝初奈も、同じルールでこの神経衰弱に挑戦した。

## 記憶力
記憶力が優れている者は場所を全て覚えることが可能であるため、圧倒的に有利となる。